# Smoothrock Lake
Der Smoothrock Lake ist ein See im Thunder Bay District im Westen der kanadischen Provinz Ontario.

## Lage
Der weitverzweigte See liegt im Wabakimi Provincial Park. Der See umschließt eine 53 km² große Landfläche. Er hat eine Wasserfläche von etwa 108 km² und liegt auf einer Höhe von 351 m. Die Gesamtfläche einschließlich Inseln liegt bei etwa 163 km². Der See wird im Osten vom Caribou River, dem Abfluss des benachbarten Caribou Lake, gespeist. Des Weiteren erhält der Smoothrock Lake Wasser vom Wabakimi Lake, welches ihm über den Lower Wabakimi Lake zufließt. Im Nordwesten entwässert der Berg River den Smoothrock Lake zum Ogoki River.

## Seefauna
Der abgelegene Smoothrock Lake wird üblicherweise per Wasserflugzeug erreicht. Zu den im See gefangenen Fischarten gehören Glasaugenbarsch, Hecht und Amerikanischer Seesaibling.